# Miles (Sicília)

Mapa d'algunes ciutats de l'antiga Sicíia. Miles era situada al nord-est de l'illa.

Miles (en llatí Mylae, en grec antic Μυλαί) moderna Milazzo, va ser una ciutat de la costa nord de Sicília a uns 50 km del cap Pelorus i a uns 30 de Tíndaris. A la vora de la ciutat, segurament a poca distància a l'est, se suposa que hi havia la ciutat d'Artemisium. Estava situada al mig d'un estret istme que formava un promontori que s'endinsava al mar formant una península. Es troba a unes 15 milles romanes de l'illa de Vulcano, la més propera a Sicília de les illes Eòlies.
Era una colònia grega fundada per Zancle, a la que va continuar lligada força temps, ja que Tucídides només esmenta Hímera com a ciutat independent. No és clar quan es va fundar: podria ser la ciutat de Quersonès esmentada per Eusebi, que diu que va ser fundada l'any 716 aC, però la identificació és dubtosa. El cert és que va ser fundada abans que ho fos Hímera el 648 aC, ja que Estrabó diu que els seus habitants van ajudar a construir-la. Quan Zancle es va reanomenar com a Messana, Miles va restar com una dependència d'aquesta ciutat, però estava ben fortificada i amb un bon port, i això la feia un lloc segur al nord de l'illa. Escílax de Carianda diu que era un port grec molt important, i diversos autors parlen del castell o fortalesa que tenia.
L'any 427 aC la flota de Laques estacionada a Rhegio, va atacar Miles, i la guarnició de Messana es va haver de rendir; els atenencs i aliats van marxar llavors contra Messana.
Després de la destrucció de Messana pels cartaginesos a les ordres del general Himilcó, Miles va passar a control cartaginès. El 394 aC Dionís el vell de Siracusa va restaurar Messana i Rhegio preocupada per aquesta reconstrucció, va establir a Miles els exiliats de Naxos i Catana per a crear un contrapoder al siracusà, però el pla va fracassar perquè Rhegio va ser derrotada i Messana va recuperar Miles.
L'any 315 aC Agàtocles la va arrabassar a Messana però després li va haver de tornar 
L'any 270 aC Hieró II de Siracusa va derrotar els mamertins a la vora del riu Longanos, prop de Miles, en una gran batalla.
Després de la conquesta romana de Sicília, Miles va passar a ser una dependència de Messana durant el temps que aquesta va ser foederata civitas, però en temps de Plini el Vell era un municipi ordinari, tot i que mai va agafar volada i era eclipsada per la veïna Tíndaris.
Els reis normands de Sicília es van fixar en la seva posició molt forta i també l'emperador Frederic II. El castell de Milazzo és probablement al lloc de l'antiga acròpoli.